# Скаржин (Остроленцький повіт)
Скаржин (пол. Skarżyn) — село в Польщі, у гміні Червін Остроленцького повіту Мазовецького воєводства.
Населення — 84 особи (2011).
У 1975-1998 роках село належало до Остроленцького воєводства.

## Демографія
Демографічна структура станом на 31 березня 2011 року:
|          | Загалом | Допрацездатний вік | Працездатний вік | Постпрацездатний вік |
| -------- | ------- | ------------------ | ---------------- | -------------------- |
| Чоловіки | 47      | 8                  | 32               | 7                    |
| Жінки    | 37      | 4                  | 20               | 13                   |
| Разом    | 84      | 12                 | 52               | 20                   |